# Étable
Étable ist eine Commune déléguée in der französischen Gemeinde Valgelon-La Rochette mit 431 Einwohnern (Stand: 1. Januar 2022) im Département Savoie in der Region Auvergne-Rhône-Alpes (vor 2016 Rhône-Alpes). Die Einwohner werden Établerains genannt.
Die Gemeinde Étable wurde am 1. Januar 2019 mit La Rochette zur Commune nouvelle Valgelon-La Rochette zusammengeschlossen. Sie hat seither den Status einer Commune déléguée.  Die Gemeinde Étable gehörte zum Arrondissement Chambéry und zum Kanton Montmélian (bis 2015 La Rochette).

## Lage
Étable liegt etwa 20 Kilometer südöstlich von Chambéry. Umgeben wird Étable von den Nachbargemeinden Rotherens im Norden, La Table im Norden und Nordosten, Le Verneil im Osten, Presle im Süden sowie La Rochette im Westen.
| Bevölkerungsentwicklung   | Bevölkerungsentwicklung | Bevölkerungsentwicklung | Bevölkerungsentwicklung | Bevölkerungsentwicklung | Bevölkerungsentwicklung | Bevölkerungsentwicklung | Bevölkerungsentwicklung | Bevölkerungsentwicklung |
| ------------------------- | ----------------------- | ----------------------- | ----------------------- | ----------------------- | ----------------------- | ----------------------- | ----------------------- | ----------------------- |
| Jahr                      | 1962                    | 1968                    | 1975                    | 1982                    | 1990                    | 1999                    | 2006                    | 2013                    |
| Einwohner                 | 217                     | 214                     | 231                     | 231                     | 269                     | 289                     | 336                     | 373                     |
| Quelle: Cassini und INSEE |                         |                         |                         |                         |                         |                         |                         |                         |